# Джеймс Олдрідж
Дже́ймс О́лдрідж (англ. Harold Edward James Aldridge; 10 липня 1918, Вайт-Гіллс, Австралія — 23 лютого 2015, Лондон, Велика Британія) — англійський письменник і громадський діяч, автор понад 30 книг.

## Біографія
Люсьо Христини
Джеймс Олдрідж народився 10 липня 1918 року в містечку Вайт-Хіллз (передмістя Бендіго) штату Вікторія. Зростав у великій багатодітній сім'ї (Джеймс був наймолодшою дитиною в родині). Батько Олдриджа, який був редактором місцевої газети, вплинув на майбутнього письменника. У 14 років Джеймс працював розсильним та допомагав батькові редагувати статті у газеті. У середині 1920-х сім'я переїжджає до Свон-Гіллу. 1938 року переїхав до Англії, у Лондон. У роки Другої світової війни працював військовим кореспондентом на Близькому Сході.
1945 року отримує премію Джона Ллевелліна. 1953 року отримує Золоту медаль Світової ради миру. Письменник довго жив у Каїрі, якому присвятив книгу «Каїр. Біографія міста» (1969).
1971 року став членом журі 7-го Московського міжнародного кінофестивалю. Олдрідж отримав Ленінську премію миру «За зміцнення миру між народами» (1972). Того року він отримав Золоту медаль із журналістики від Міжнародної організації журналістів.

## Огляд творчості
«Справа честі» розповідає про героїчний вчинок англійського льотчика Джона Квейля. Він загинув у той же день, коли дізнався, що його дружина народить дитину.
«Залізоголовими» називають нацистів герої роману «Морський орел» — австралійці Енгес Берк, Стоун та їх провідник грек Ніс. Сміливець Ніс спочатку намагався потрапити до англійської армії, але потім вирішує вступити до партизанського загону, боротись із ворогом власними силами.
Книга «Про багатьох людей» складається з багаточисельних репортажів Олдріджа, який побував на різних фронтах Другої світової війни. Він побачив рух супротиву різних країн Європи. Основою твору є журналіст Вольф, який у багатьох рисах схожий на самого автора.
Про дипломатичну боротьбу у вищих ешелонах влади перед «холодною війною» розповідається у романі «Дипломат». Тут можна побачити сувору реальність та бажання людей знайти шлях до кращого життя. Життєстверджуючі мотиви помітні протягом усього твору. Про успішну боротьбу за власне щастя також ідеться у романі «Мисливець».
Лірична тематика вперше помітна у романі «Справа честі». У повісті «Мій брат Том» помітні теплі мотиви любові. Усі події та персонажі, як відмічає сам автор, були вигаданими, але помітні деякі збіги з реальним життям письменника. Події розгортаються у невеличкому австралійському містечку, у головного героя батьки англійці, а він у майбутньому стає воєнним кореспондентом. Образ Тома — цілеспрямованого та чесного хлопця, який трагічно загинув під час воєнних дій, дає можливість оповідачу у повній мірі розкрити «неповторний австралійський характер таким, яким він є насправді».
Уся повість пронизана тематикою ностальгії за рідною Австралією, спогадами про рідну домівку, сумом по унікальній природі. При цьому головний герой залишається вигнанцем, який змушений жити протягом багатьох років в Англії та не хоче більше повертатись до рідного міста Сент-Зелен.
Джеймс Олдрідж — справжній знавець Каїру. Цьому єгипетському місту він присвятив багато своїх творів. Автор відтворив історію його народження та життя, починаючи з давніх часів до середини двадцятого століття. Олдрідж пише про фараонів, будування великих пірамід, багаточисельних завойовників. На створення книги про Єгипет автор витратив кілька років. Він вивчав окремі періоди життя Єгипту, історичні факти та документи.
Повість «Дивовижний монгол» повністю присвячена дітям та підліткам. У творі розкривається тривога героїв про долю коня Пржевальского, якого занесли до Червоної книги. Кінь утік з далекого британського заповідника, де над ними ставили жорсткі експерименти. На волі молодий жеребчик намагається справитись зі складнощами життя.
Окреме оповідання автора «Останній дюйм» присвячене мужності та стійкості в екстремальних ситуаціях. Головні герої — батько та син — опинились на піщаному березі Червоного моря. Драматичність події полягає у тому, що між героями немає взаєморозуміння, але події зводять їх разом, дають можливість налагодити стосунки.

## Переклади українською
- Олдрідж Д. Справа честі / Д. Олдрідж. — Київ: Рад. шк., 1954. — 211 с.
- Олдрідж Д. Хлопчик з лісового берега". — К.: Дитвидав, 1959.
- Олдрідж Д. Бранець своєї землі. Підступна гра: романи / Д. Олдрідж; пер. з анг. П. Шарандак. — Київ: Дніпро, 1971. — 496 с.
- Олдрідж Д. Герої пустинних горизонтів: роман / Д. Олдрідж. — Київ: Рад. письменник, 1971. — 496 с.
- Олдрідж Д. Твори: пер. з анг. / Д. Олдрідж. — Київ: Молодь, 1974. — 334 с.
- Олдрідж Д. Небезпечна гра: романи / Д. Олдрідж ; пер. з анг. П. Шарандак. — Київ: Дніпро, 1977. — 247 с.
- Олдрідж Д. Не хочу, щоб він помирав: роман ; Останній дюйм. Акуляча клітка: оповідання / Д. Олдрідж ; пер. з анг. Л. Солонька, В.Гнатовського. — Київ: Дніпро, 1978. — 252 с.
- Олдрідж Д. Дивовижний монгол: повість / Д. Олдрідж ; пер. з анг. Л.Гончар. — Київ: Молодь, 1980. — 102 с.
- Олдрідж Д. Зламане сідло: повість / Д. Олдрідж ; пер. з анг. М. Тютюнника. — Київ: Веселка, 1987. — 101 с.

## Твори
- «Справа честі» (Signed with Their Honour, 1942)
- «Морський орел» (The Sea Eagle, 1944)
- «Про багатьох людей» (Of Many Men, 1946)
- «Сорок дев'ятий штат» (The Five Brief Interludes of the 49th State, 1946)
- «Дипломат» (The Diplomat, 1949)
- «Мисливець» (The Hunter, 1950)
- «Герої пустельних горизонтів» (Heroes of the Empty View, 1954)
- «Підводне полювання для недосвідчених англійців» (Undersea Hunting for Inexperienced Englishmen, 1955)
- «Не хочу, щоб він помирав» (I Wish He Would Not Die, 1957)
- «Останній дюйм» (The Last Inch, 1957)
- «Останній вигнанець» (The Last Exile, 1961)
- «Бранець чужої країни» (A Captive in the Land, 1962)
- «Мій брат Том» (My Brother Tom, 1966)
- «Небезпечна гра» (The Statesman's Game, 1966)
- «Каїр. Біографія міста» (Cairo — Biography of a City, 1969)
- «Покидаючи Єгипет», з Полом Стрендом (Living Egypt, 1969)
- «Спортивна пропозиція» (A Sporting Proposition (Ride a Wild Pony), 1973)
- «Дивовижний монгол» (The Marvellous Mongolian, 1974)
- «Останній погляд» (One Last Glimpse, 1977)
- «Розбите сідло» (The Broken Saddle, 1982)
- «Правдива історія Ліллі Стьюбек» (The True Story of Lilli Stubeck, 1984)
- «Правдива історія плюваки Макфі» (The True Story of Spit Macphee, 1986)
- «Правдива історія Лоли МакКелар» (The True Story of Lola Mackellar, 1992)
- «Дівчина з моря» (The Girl from the Sea, 2002)

## Екранізація творів
- 1958 року в СРСР знято фільм «Останній дюйм».
- 1975 року в США знято фільм «Осідлати дикого поні» за участі Дона Чефі.
- 1990 року при взаємодії США і СССР вийшов «Полонений землі» режисера Джона Бері.